# Apeadeiro de Lousã-A
O Apeadeiro de Lousã-A (nome inicialmente grafado "Louzã", anacronicamente) foi uma interface do Ramal da Lousã, que servia a zona sul da Lousã, no Distrito de Coimbra, em Portugal.

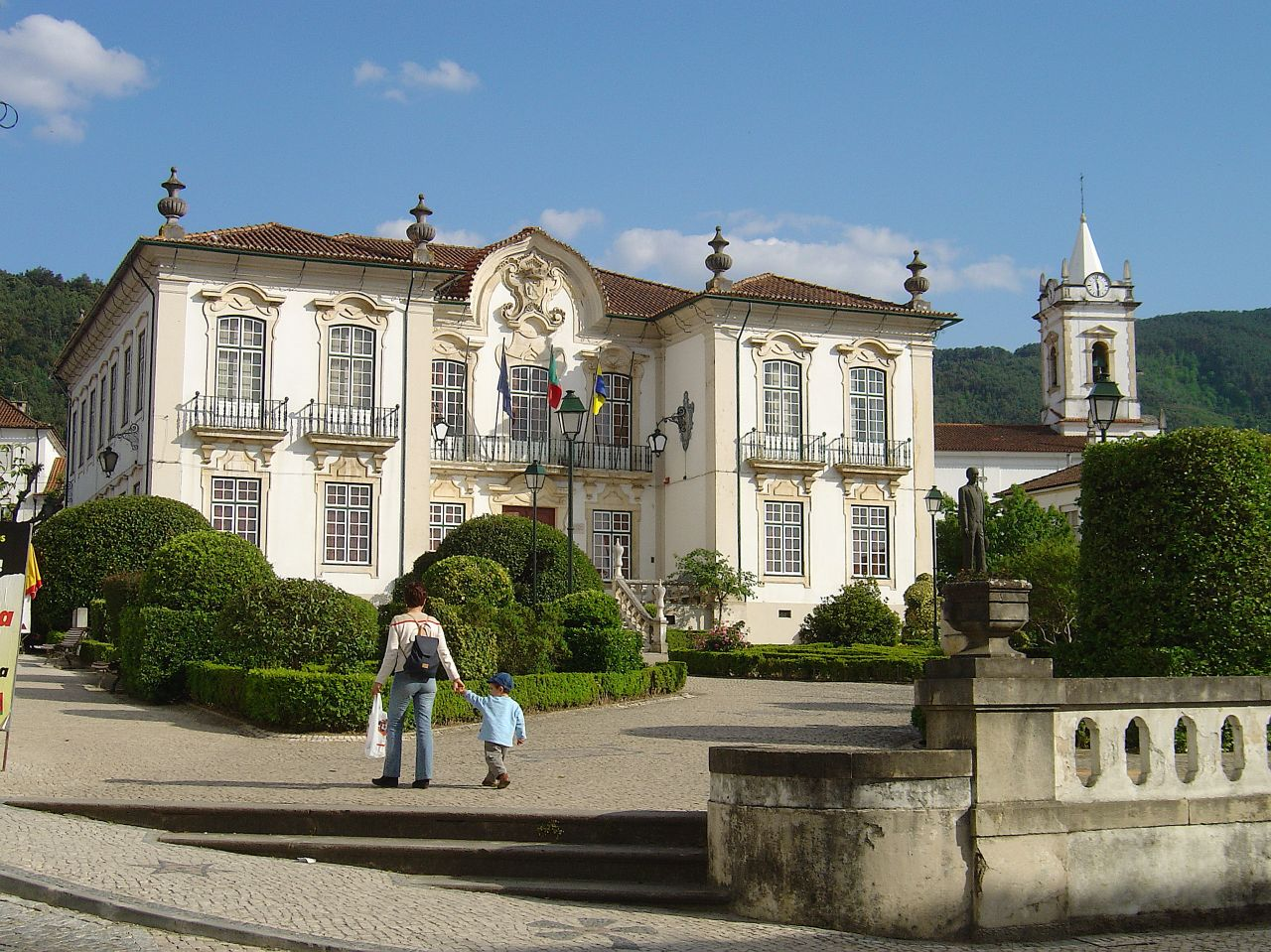
Paços do concelho da Lousã, perto do apeadeiro de Lousã-A.

## Descrição
O abrigo de plataforma situava-se do lado poente da via (lado esquerdo do sentido ascendente, a Serpins).

## História

### Abertura ao serviço
Este apeadeiro situava-se no troço entre as estações de Coimbra e Lousã do Ramal da Lousã, que abriu à exploração em 16 de Dezembro de 1906, pela Companhia Real dos Caminhos de Ferro Portugueses. No entanto, não fazia parte originalmente deste troço, tendo sido aberto à exploração no dia 1 de Julho de 1926, ao PK 27,988 da Linha da Lousã, fazendo serviço de passageiros sem bagagens. Só se vendiam bilhetes para as outras gares no Ramal da Lousã, pelo preço de Padrão no sentido ascendente, e da Lousã no sentido descendente, e ao contrário para os passageiros com destino ao novo apeadeiro.

### Século XXI
Em Fevereiro de 2009, a circulação no Ramal da Lousã foi temporariamente suspensa para a realização de obras, tendo todos os serviços sido substituídos por autocarros.

O troço entre Serpins e Miranda do Corvo foi encerrado em 1 de Dezembro de 2009, para as obras de construção do Metro Mondego. Já em 2007, o projeto apresentado para o Metro Mondego (entretanto nunca construído) preconizava a inclusão de Lousã-A como uma das 14 interfaces do Ramal da Lousã a manter como estação/paragem do novo sistema.